# (626) Notburga
(626) Notburga ist ein Asteroid des Hauptgürtels, der am 11. Februar 1907 vom deutschen Astronomen August Kopff in Heidelberg entdeckt wurde. 
Benannt ist der Asteroid nach der Heiligen Notburga von Hochhausen, einem Ortsteil der Gemeinde Haßmersheim in der Nähe von Heidelberg.